# Meconella
Meconella – rodzaj roślin z rodziny makowatych. Obejmuje trzy gatunki występujące w zachodniej części Ameryce Północnej w pasie od Kolumbii Brytyjskiej do północno-zachodniego Meksyku. 

## Morfologia
PokrójRośliny jednoroczne. Łodygi wzniesione, pojedyncze lub rozgałęzione, ulistnione głównie u nasady.
LiścieW dole skupione w rozetę, wyrastają na oskrzydlonych ogonkach. Liście łodygowe są siedzące i wyrastają naprzeciwlegle lub w okółkach.
KwiatyPojedyncze, wyrastają w kątach liści lub na szczycie łodygi. Działki kielicha 3. Płatków korony jest 6. Pręciki w jednym okółku w liczbie 4–6 lub w dwóch okółkach w liczbie ok. 12. Słupek złożony z 3 owocolistków. Zalążnia jednokomorowa, wydłużona.
OwoceWyprostowane, silnie wydłużone torebki, dojrzałe często skręcone spiralnie. Nasiona nieliczne, czarne.

## Systematyka
Pozycja systematyczna według Angiosperm Phylogeny Website (aktualizowany system APG IV z 2016)
Rodzaj z plemienia Papavereae, podrodziny Papaveroideae, rodziny makowatych Papaveraceae, do rzędu jaskrowców (Ranunculales) i wraz z nim do okrytonasiennych.
Wykaz gatunków
- Meconella californica Torr. & Frém.
- Meconella denticulata Greene
- Meconella oregana Nutt.